# Rắn suối Spencer
Rắn suối Spencer hay rắn má núi Smith, tên khoa học Opisthotropis spenceri, là một loài rắn trong họ Rắn nước. Loài này được Smith mô tả khoa học đầu tiên năm 1918. Chúng là loại đặc hữu của Thái Lan.